# Rödek
Rödek (Quercus rubra) är en art i släktet ekar som är ursprunglig i Nordamerika.
Rödek liknar de andra ekarna men har ofta, men inte alltid, en rödtoning i sina blad. Bladen är uppbyggda på samma sätt med flikar som de övriga ekarna, men flikarna är mer spetsiga. Bladen blir kraftigt röda om hösten. Den växer odlad i Sverige.
Rödekens vetenskapliga artepitet, rubra, kommer av det latinska ordet för röd, ruber, och syftas på bladverkets fina skådespel då hösten faller in och den vackra röda färgen är en del av trädets karaktär.
Utbredningsområdet sträcker sig från Minnesota och östligaste Oklahoma österut till North Carolina (alla USA) och Nova Scotia (Kanada). Rödek växer i låglandet och i bergstrakter upp till 1800 meter över havet. Den hittas bland annat på ganska torra slänter, i klippiga områden eller nära vattendrag.
Arten är vanligen det framträdande trädet i trädgrupper och skogar. Den hittas ofta tillsammans med vitek, färgek, weymouthtall, Fagus grandifolia och arter av lönnsläktet. Detta lövfällande träd når ofta en höjd av 30 meter. Rödek är, jämfört med flera andra ekar, snabbväxande.
I södra delen av utbredningsområdet drabbas arten ofta av svampen Ceratocystis fagacearum. Allmänt är rödek inte sällsynt. Den listas av IUCN som livskraftig (LC).